# (17672) 1996 XS25
(17672) 1996 XS25 est un astéroïde de la ceinture principale découvert en 1996.

## Description
(17672) 1996 XS25 a été découvert le 11 décembre 1996 à Saji (Japon) par l'observatoire de Saji.

### Caractéristiques orbitales
L'orbite de cet astéroïde est caractérisée par un demi-grand axe de 3,12 UA, un périhélie de 2,55 UA, une excentricité de 0,18 et une inclinaison de 20,36° par rapport à l'écliptique. Du fait de ces caractéristiques, à savoir un demi-grand axe compris entre 2 et 3,2 UA et un périhélie supérieur à 1,666 UA, il est classé, selon la JPL Small-Body Database, comme objet de la ceinture principale.

### Caractéristiques physiques
(17672) 1996 XS25 a une magnitude absolue (H) de 13,2 et un albédo estimé à 0,211.